# Giovanni Gentile
Pour les articles homonymes, voir Gentile.
Giovanni Gentile, né le 30 mai 1875 à Castelvetrano et mort assassiné le 15 avril 1944 à Florence, est un philosophe idéaliste et néo-hégélien, et homme politique fasciste italien.
Figure majeure de la vie intellectuelle italienne de la première moitié du XXe siècle, Giovanni Gentile se décrit lui-même comme le « philosophe du fascisme », et a en grande partie rédigé pour Benito Mussolini La Doctrine du fascisme en 1932. Il est également à l'origine de l'idéalisme actuel, un courant philosophique qui entendait se distinguer de l'idéalisme transcendantal de Kant et de l'idéalisme absolu de Hegel.
Il occupe plusieurs postes d'importance à partir de la prise de pouvoir de Mussolini, duquel il est le ministre de l’Éducation entre octobre 1922 et juillet 1924. Il est l'un des initiateurs de l'Encyclopédie Treccani, dont il est le directeur scientifique entre 1925 et 1928, et dirige par la suite différentes institutions, notamment l'École normale supérieure de Pise, à partir de 1928. Il est assassiné le 15 avril 1944 par des partisans des Groupes d'action patriotique.

## Biographie

### Jeunesse et études
Fils d'un pharmacien et d'une fille de notaire, il grandit à Campobello di Mazara, en Sicile et étudie au lycée de Trapani. En 1895, il réussit le concours de l'École normale supérieure de Pise, où il s'inscrit à la faculté de Lettres et de Philosophie. Il y a pour professeurs, entre autres, Alessandro D'Ancona (professeur de littérature, attaché à la méthode historique, au positivisme et aux idées libérales), Amedeo Crivellucci (professeur d'histoire) et Donato Jaia (professeur de philosophie, disciple de Bertrando Spaventa), qui tous trois influencent notablement la formation de sa pensée philosophique.
En 1897, après avoir suivi un cours de perfectionnement à Florence, Gentile obtient une chaire de philosophie au lycée Mario Pagano, à Campobasso et trois ans plus tard au lycée Vittorio Emanuele de Naples. Il épouse en 1901 Erminia Nudi, dont il avait fait la connaissance à Campobasso. Ils eurent six enfants, Teresa (1902), Federico (1904), Gaetano e Giovanni (1906), Benedetto (1908) et enfin Fortunato (1910).
Il obtient successivement la libera docenza en philosophie et en pédagogie, en 1902 et 1903, puis une chaire d'histoire de la philosophie à l'université de Palerme ; il y enseigne de 1907 à 1913, part ensuite à Pise, avant d'arriver à Rome en 1919.
A Palerme, il dirige la Biblioteca filosofica fondée par Giuseppe Amato Pojero. Autour d'eux se forme un groupe de disciples qui compte Adolfo Omodeo, Guido De Ruggiero, Vito Fazio Almayer, Giuseppe Saitta, Giuseppe Carlotti et Ferdinando Albeggiani.
Pendant ses études à Pise, il avait fait la connaissance de Benedetto Croce ; les deux intellectuels entretinrent une correspondance suivie de 1896 à 1923, discutant d'histoire, de littérature et de philosophie. Tous deux idéalistes, ils entendaient combattre de l'intérieur le positivisme et la dégénérescence dont était selon eux victime l'université italienne. Ils fondent ensemble en 1903 la revue La critica, pour contribuer à la rénovation de la culture italienne, Croce traitant principalement de littérature et d'histoire, et Gentile de philosophie. À cette époque, Gentile n'avait pas encore mis en place son propre système philosophique ; ce n'est que peu avant la Première Guerre mondiale qu'il donnera un tour plus systématique à ses idées, en développant sa théorie de l'actualisme. En 1920, il fonde le Giornalo critico della filosofia italiana.
Lorsque commence la Première Guerre mondiale, un vif débat a lieu en Italie au sujet de la non-belligérance ; Gentile se prononce en faveur de l'entrée en guerre : pour lui, c'est une manière de conclure le Risorgimento dans un effort commun capable de souder la nation.

### Engagement dans le fascisme
En 1922, il est nommé ministre de l'Instruction publique du nouveau régime dans le gouvernement Mussolini, et le reste jusqu'en 1924, lorsqu'il démissionne. Pendant qu'il est à ce poste, il institue la « Riforma Gentile (en) » : une réforme du système d'enseignement secondaire qui eut un impact durable sur l'éducation en Italie.
Après sa démission, il est nommé président de la Commission des Quinze (devenue par la suite la Commission des Dix-huit) mise en place en vue d'une réforme de la Constitution italienne. En fait, les travaux de la Commission n'auront pas de conséquences concrètes.
En 1923, Gentile adhère au Parti fasciste, avec l'ambition de lui fournir un programme idéologique et culturel ; il publie deux ans plus tard le manifeste des intellectuels fascistes, dans lequel il livre sa vision du fascisme, qui pourrait selon lui être à l'origine de la régénération morale et religieuse des Italiens, dans la continuité du Risorgimento. Ce manifeste révèle également l'éloignement croissant entre sa pensée et celle de Benedetto Croce ; ce dernier lui répond d'ailleurs par un contre-manifeste.
En 1925, Gentile dirigea deux commissions de réforme constitutionnelle qui contribuèrent à l'établissement de l'état corporatif du fascisme. Il assumera ensuite les fonctions de président du grand conseil d'éducation publique de cet État fasciste (1926-1928) et obtiendra même l'adhésion au puissant grand conseil fasciste (1925-1929).
Giovanni Gentile a été décrit par Mussolini et par lui-même comme  « le philosophe du fascisme » ; en outre, il était le nègre de la première partie de l'essai La doctrine du fascisme (1932), attribué à Mussolini. Il a été publié pour la première fois en 1932 dans l'Encyclopédie italienne, dans laquelle il décrivait les traits caractéristiques du fascisme italien de l'époque : le corporatisme d'État obligatoire, l'abolition du système parlementaire et l'autarcie. Il a également écrit le Manifesto degli intellettuali fascisti (en) signé par un certain nombre d'écrivains et d'intellectuels, notamment Luigi Pirandello, Gabriele D'Annunzio, Filippo Tommaso Marinetti, Vittorio Giovanni Rossi et Giuseppe Ungaretti.
Au cours des années 1920, Gentile exerce une influence considérable sur la culture italienne, en particulier dans le domaine de l'éducation. Sur sa proposition, un Regio Decreto (Décret royal) du 21 novembre 1921 élève l'Istituto per la Propaganda della Cultura Italiana (IPCI) (Institut pour la Propagation de la Culture Italienne) au rang d'Ente Morale (personne morale). Le conseil d'administration de cette maison d'édition, fondée le 14 mars 1920 par le philosophe et éditeur Angelo Fortunato Formiggini comprend beaucoup de noms parmi les plus illustres de la culture italienne. Puis, sur la suggestion de Gentile, l'IPCI change de nom et devient la Fondazione Leonardo per la Cultura Italiana (Fondation Léonard pour la Culture Italienne). Le président du Conseil d'administration est Ferdinando Martini. Martini soutient le projet de Formiggini de réaliser une Grande Enciclopedia Italica (Grande Encyclopédie Italica). Elle doit comprendre 18 volumes, ce qui devrait faire d'elle une réalisation culturelle italienne de premier plan. Gentile va s'y opposer et organiser la liquidation de la Fondazione Leonardo per la Cultura Italiana. Il ordonne une enquête administrative qui conduit à l'éviction de Formiggini en 1923. Puis, il fera absorber en 1925 la Fondazione Leonardo per la Cultura Italiana par l'Istituto Nazionale Fascista di Cultura (Institut National Fasciste de la Culture) dont il est alors le président. Le projet d'encyclopédie initié par Formiggini est repris avec l'Enciclopedia Italiana di scienze, lettere ed arti (Encyclopédie Italienne des Sciences, Lettres et Arts), couramment appelée la Treccani dont Gentile sera le premier directeur scientifique de 1925 à 1938 et vice-président de l'Istituto dell'Enciclopedia Italiana qui l'édite de 1933 à 1938. Il contribue à la fondation de l'Institut national fasciste de la culture, en 1925, qu'il va présider jusqu'en 1937. À partir de 1932, il est directeur de l'École normale supérieure de Pise, et entre à l'Académie des Lyncéens la même année.
Pourtant, il lui arrive de manifester son désaccord à l'égard du régime ; même s'il reconnaît le catholicisme comme forme historique de la spiritualité italienne, il est fortement attaché à la laïcité de l'État, et désapprouve les accords du Latran, signés en 1929 entre le régime de Mussolini et l'Église catholique romaine. Gentile s'oppose également aux lois raciales de 1938. En 1934, ses œuvres et celles de Benedetto Croce sont mises à l'Index par le Saint-Office. Enfin, en 1936, il engage une longue polémique avec le ministre de l'Éducation nationale, Cesare Maria De Vecchi, portant notamment sur la centralisation des universités entreprise par ce dernier.

### Dernières années et assassinat

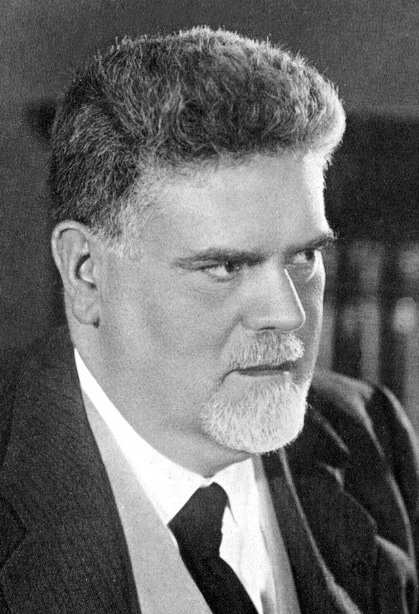
Giovanni Gentile, vers 1930.

En 1943, il donne ses deux dernières conférences, à l'occasion desquelles il livre un résumé de sa pensée politique. Dans la première, La mia religione, prononcée le 9 février, il s'affirme chrétien et catholique tout en défendant l'idée d'un État laïc. La deuxième, Discorso agli italiani, le 24 juin, exalte l'unité nationale, alors que l'Italie est sur le point de connaître l'une des plus graves crises de son histoire ; les idées qu'il développe à cette occasion servent de fondements à la République sociale italienne, fondée quelques mois plus tard. Après cette dernière conférence, il se retire à Troghi (près de Rignano sull'Arno, dans la province de Florence), où il écrit son dernier ouvrage, Genèse et structure de la société, publié après sa mort.
À l'automne 1943, à la demande de Mussolini, il manifeste son soutien à la République sociale, et appelle au renouveau de l'unité nationale. Il devient président de l'Académie d'Italie, qui a pour objectif de remplacer l'ancienne Académie des Lyncéens.
Considéré par certains courants de la résistance italienne comme l'un des principaux responsables du fascisme, il est assassiné le 15 avril 1944 sur le seuil de sa maison, à Florence, par des partisans appartenant aux Groupes d'action patriotique, dont Teresa Mattei et Bruno Sanguinetti.
Son assassinat donne l'occasion à la presse clandestine italienne, antifasciste, de proposer une réflexion sur la responsabilité politique des intellectuels et de reconnaître la cohérence de son parcours politique : les journalistes clandestins rendent ainsi hommage à la constance de son adhésion au fascisme et à sa fidélité à Mussolini, opposant ainsi son personnage aux hiérarques qui ont voté la démission de Mussolini le 25 juillet 1943.

## Philosophie
Les fondements philosophiques que Gentile prétend donner au fascisme prennent source dans la manière particulière dont il envisage l'ontologie et l'épistémologie. Il rejette l'individualisme pour lui préférer le collectivisme : l'État est le seul détenteur de l'autorité, et l'individu doit lui être parfaitement soumis, dans la mesure où l'individualité n'a pas de sens pris en dehors de l'État - ce qui justifie pour lui le totalitarisme.

## Œuvres

### Essais d'ordre général et ouvrages philosophiques
- La filosofia di Marx, studi critici, Pise, Spoerri, 1899 (trad. française, TER, 1995)
- L'atto del pensare come atto puro (1912)
- La riforma della dialettica hegeliana (1913)
- La filosofia della guerra (1914)
- La teoria generale dello spirito come atto puro, Bari, Laterza e figli, 1916, traduit en français par A. Lion sous le titre L'Esprit, acte pur, Paris, Alcan, 1925
- I fondamenti della filosofia del diritto, Pise, Mariotti, 1916
- Sistema di logica come teoria del conoscere (1917-1922)
- Guerra e fede (1919, recueil d'articles écrits pendant la Première Guerre mondiale)
- Dopo la vittoria (1920, recueil d'articles écrits pendant la Première Guerre mondiale)
- Discorsi di religione (1920)
- Il modernismo e i rapporti tra religione e filosofia, Bari, Laterza e figli, 1921
- Frammenti di storia della filosofia (1926)
- La filosofia dell'arte (1931)
- Introduzione alla filosofia (1933)
- Genesi e struttura della società (postumo 1946)
- L'esprit, la vérité et l'histoire, recueil d'articles traduits par Joseph Moreau, Paris, Aubier, 1962

### Histoire
- Delle commedie di Antonfrancesco Grazzini detto il Lasca (1895)
- Rosmini e Gioberti (1898, tesi di laurea)
- La filosofia di Marx (1899)
- Dal Genovesi al Galluppi, Naples, edizioni della Critica, 1903
- Bernardino Telesio, Bari, Laterza e figli, 1911
- Studi vichiani, Messine, Principato, 1915
- Le origini della filosofia contemporanea in Italia, Messine, Principato, 1917
- Il tramonto della cultura siciliana, Bologne, Zanichelli, 1917
- Giordano Bruno e il pensiero del Rinascimento, Florence, Valecchi (1920)
- Frammenti di estetica e letteratura (1921)
- La cultura piemontese (1922)
- Gino Capponi e la cultura toscana del secolo XIX, Florence, Valecchi (1922)
- Studi sul Rinascimento (1923)
- I profeti del Risorgimento italiano: Mazzini e Gioberti (1923)
- Bertrando Spaventa (1924)
- Manzoni e Leopardi (1928)
- Economia ed etica (1934)

### Pédagogie
- L'insegnamento della filosofia nei licei (1900)
- Scuola e filosofia (1908)
- Sistema di pedagogia come scienza filosofica (1912)
- I problemi della scolastica e il pensiero italiano, Bari, Laterza e figli, 1913
- Il problema scolastico del dopoguerra (1919)
- La riforma dell'educazione (1920)
- Educazione e scuola laica, Florence, Vallecchi, 1921
- La nuova scuola media (1925)
- La riforma della scuola in Italia (1932)

### Politique
- Manifesto degli intellettuali del fascismo (1925)
- Che cos'è il fascismo (1925)
- Fascismo e cultura (1928)
- Origini e dottrina del fascismo (1929)
- La mia religione (1943, transcription d'une conférence prononcée à Florence)
- Discorso agli Italiani (1943, transcription d'une conférence prononcée à Rome)